# Hontivka, Cernivți
Hontivka (în ucraineană Гонтівка) este localitatea de reședință a comunei Hontivka din raionul Cernivți, regiunea Vinnița, Ucraina.

## Demografie
Componența lingvistică a localității Hontivka
     Ucraineană (99,31%)
     Alte limbi (0,7%)
Conform recensământului din 2001, majoritatea populației localității Hontivka era vorbitoare de ucraineană (99,31%), existând în minoritate și vorbitori de alte limbi.